# Richard Estes
Richard Estes, född 14 maj 1932, är en amerikansk målare inom fotorealism.
Från 1952 till 1956 studerade Estes vid Art Institute of Chicago, där han fokuserade på figurteckning och traditionellt måleri. Efter avslutade studier flyttade han till New York och arbetade som illustratör och layoutdesigner. Under kvällarna fortsatte han att måla och från 1966 ägnade han sig helt åt sitt konstnärliga skapande. År 1972 ställde han ut verk på både Venedigbiennalen och documenta.
Estes koncentrerade sig främst på stadsmiljöer och målade realistiska skildringar av urbana landskap, framför allt från New York. Han blev särskilt känd för sina verk som avbildar skyltfönster, där speglingar av bilar och byggnader skapar komplexa och förvrängda bilder. Människor är dock nästan helt frånvarande i hans arbete. Förutom måleri har Estes även producerat screentryck.
År 1968 höll han sin första separatutställning på Allan Stone Gallery i New York. Hans verk ingår idag i flera stora amerikanska museisamlingar.